# 玟翅美洲石鱥
玟翅美洲石鱥（学名：Lythrurus roseipinnis）为輻鰭魚綱鯉形目雅羅魚科的其中一種。分布于北美洲美國密西西比河流域，本魚體延長且測扁，眼大，背鰭和臀鰭的尖端有黑色斑點，體上部呈淺橄欖色，背面有暗色條紋，側面後半部分也有深色條紋，嘴唇和下巴呈暗色，處於繁殖狀態的雄魚魚鰭呈淡紅色至亮紅色，棲息在水質清澈的具砂石底質的溪流，體長可達7.5公分，以水生昆蟲為食。

## 扩展阅读
維基物種上的相關：玟翅美洲石鱥
1. ↑  NatureServe. . The IUCN Red List of Threatened Species. 2013, 2013: e.T202148A18230153  [20 November 2021]. doi:10.2305/IUCN.UK.2013-1.RLTS.T202148A18230153.en .
2. ↑  Page, Lawrence M.; Burr, Brooks M.  2nd. New York: Houghton Mifflin Harcourt. 2011: 228–229. ISBN 978-0547242064.
3. ↑  Ross, Stephen T. . University Press of Mississippi. 2002: 172–174. ISBN 978-1578062461.